# El tulipán negro (película de 1988)
El tulipán negro (conocida cómo Black Tulip en inglés) es una película de animación de 1988 dirigida por Franco Cristofani. La trama fue escrita por Paul Leadon tras una adaptación de Alex Nicholas según la obra del escritor francés Alexandre Dumas, El tulipán negro, publicada en 1850. La película cuenta con alrededor de 49 minutos de duración, emplea las voces de Brian Anderson, Phillip Hinton y Paul Johnstone entre otros, al igual que música del compositor Simon Walker. El tulipán negro se trata de una producción de Roz Phillips para el estudio australiano Burbank Films Australia y fue estrenada por televisión.

## Reparto original
En orden alfabético:
- Brian Anderson
- Phillip Hinton
- Paul Johnstone
- Juliet Jordan
- Keith Scott
- Shane Withington